# 5e division d'infanterie (France)
Pour les articles homonymes, voir 5e division|5e division.
La 5e division d'infanterie est une division d'infanterie de l'Armée de terre française.
Créée en 1873, elle participe à la Première Guerre mondiale. Devenue 5e division d'infanterie motorisée (5e DIM) pendant l'entre-deux-guerres, elle combat à nouveau au début de la Seconde Guerre mondiale et est dissoute en 1940.

## Différentes dénominations
- 28 septembre 1873 : création de la 5e division d'infanterie
- 9 décembre 1914 : renommée division d'infanterie provisoire Mangin
- 13 avril 1915 : reprend le nom de 5e division d'infanterie
- 1935 : devient 5e division d'infanterie motorisée
- mai 1940 : dissoute

## Les chefs de la5edivisiond'infanterie
- 18 octobre 1873 : général Jolivet
- 28 octobre 1879 - 14 novembre 1881 : général Campenon
- 16 avril 1882 - 7 février 1888 : général de Launay
- 12 février 1888 : général Gueytat
- 7 juillet 1888 - 25 avril 1893 : général Pesme
- Général Hippolyte Madelor 1893-18986 juin 1893 - 9 juillet 1898 : général Madelor
- 11 juillet 1898 - 12 février 1902 : général Libermann
- 12 octobre 1902 - 3 octobre 1904 : général Debatisse
- 3 octobre 1904 - 15 décembre 1906 : général Jourdy
- 22 décembre 1906 : général Graëff
- 28 septembre 1910 : général Mollard
- 24 juin 1914 : général Verrier
- 31 août 1914 : général Mangin

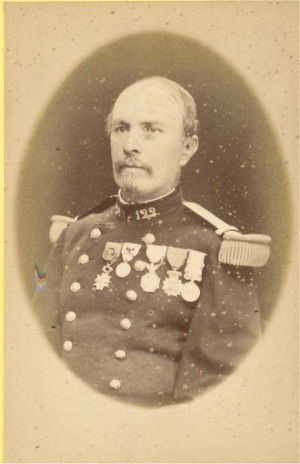
Général Hippolyte Madelor 1893-1898

- 4 juin 1916 - 1er juin 1920 : général de Roig-Bourdeville
- 27 octobre 1920 : général Andrieu
- 12 octobre 1921 - 16 novembre 1921 : général Dillemann
- 1931 - novembre 1934 : général Duffour
- 15 novembre 1934 - 13 juin 1936 : général Bourret
- 30 novembre 1936 - 25 mai 1939 : général Champon
- août 1939 - 11 mars 1940 : général Limasset (†)
- 13 mars 1940 : général Boucher
- 1940 : général Dunoyer de Ségonzac

## De 1873 à 1914
La division est créée par décret du 28 septembre 1873. Rattachée au 3e corps d'armée (3e région militaire, à Rouen), elle comprend deux brigades :
- 9e brigade d'infanterie :
  - 39e régiment d'infanterie de ligne ;
  - 74e régiment d'infanterie de ligne ;
  - 30e bataillon de chasseurs à pied.
- 10e brigade d'infanterie :
  - 36e régiment d'infanterie de ligne ;
  - 119e régiment d'infanterie de ligne.

La 5e DI et ses deux brigades ont d'abord leur quartier général à Paris,. L'état-major de la division et celui de la 9e brigade partent en 1875 pour Rouen, tandis que l'état-major de la 10e brigade s'installe à Caen. Le 119e régiment d'infanterie de ligne passe à la 6e DI et est remplacé à la 10e brigade par le 129e régiment d'infanterie de ligne.

## Première Guerre mondiale

### Composition
- Infanterie[5] :

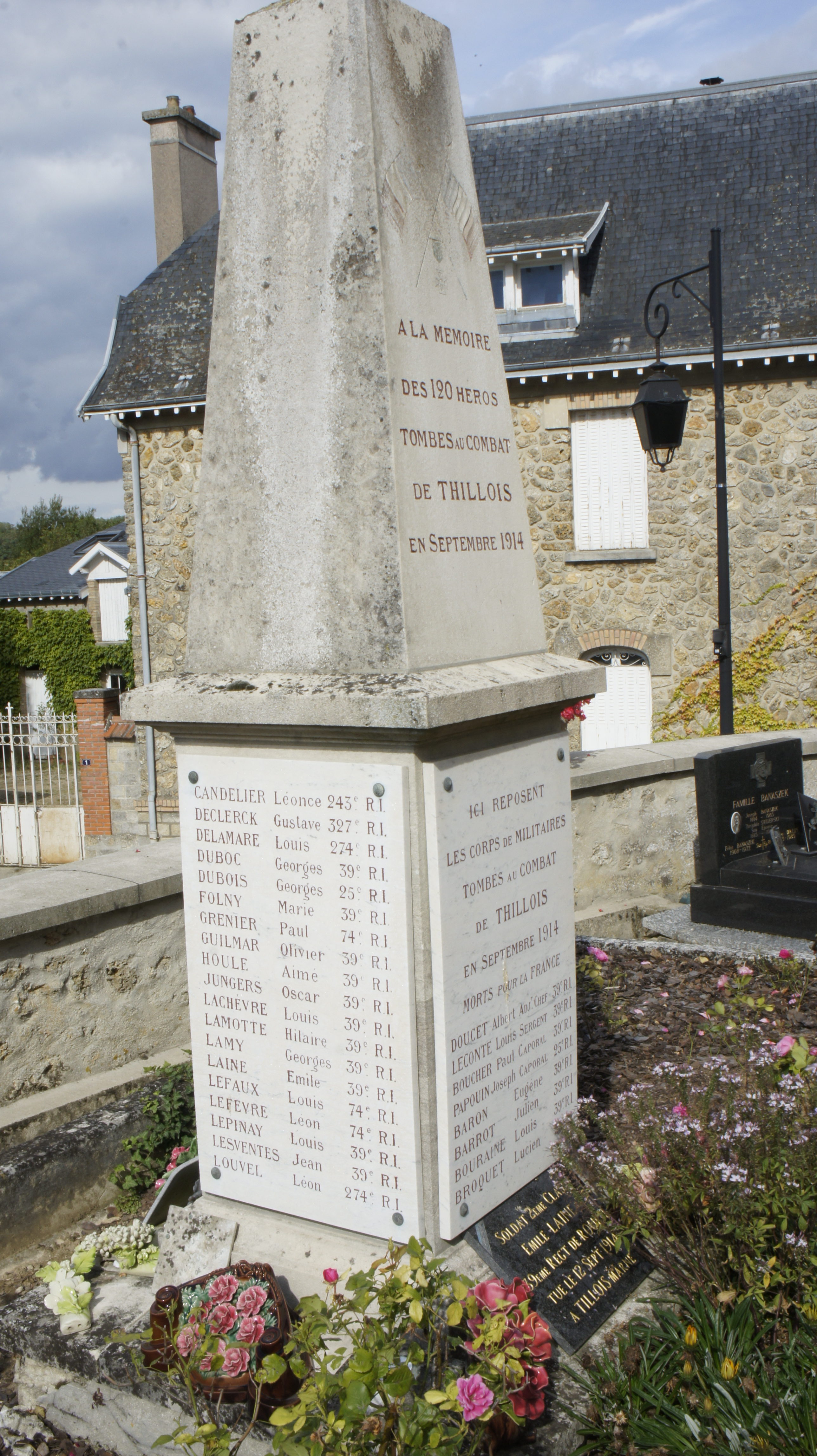
Soldats des 74e et 39e tombés en septembre 14, bataille de la Marne.

  - 9e brigade d'infanterie d'août 1914 à mai 1917 (du 9 décembre 1914 au 13 avril 1915, cette brigade est détachée à la division d'infanterie provisoire Tassin[6]) :
    - 39e régiment d'infanterie d'août 1914 à juillet 1915
    - 74e régiment d'infanterie d'août 1914 à mai 1917 (reste ensuite à l'infanterie divisionnaire)
    - 274e régiment d'infanterie de juillet 1915 à mai 1917 (reste ensuite à l'infanterie divisionnaire)

  - 10e brigade d'infanterie d'août 1914 à mai 1917 :
    - 36e régiment d'infanterie d'août 1914 à mai 1917
    - 129e régiment d'infanterie d'août 1914 à mai 1917

  - Infanterie divisionnaire de mai 1917 à l'armistice :
    - 5e régiment d'infanterie de mai 1917 à l'armistice
    - 74e régiment d'infanterie de mai 1917 (venu de la 9e brigade) à l'armistice
    - 224e régiment d'infanterie du 5 novembre 1917[7] à l'armistice
    - 274e régiment d'infanterie de mai 1917 (venu de la 9e brigade) à décembre 1917 (dissolution)
    - 114e bataillon de chasseurs à pied de juin 1917 à novembre 1917
    - Un bataillon du 21e régiment d'infanterie territoriale d'août 1918 à l'armistice

- Artillerie[5] :
  - 43e régiment d'artillerie de campagne :
    - Ier, IIe et IIIe groupes de 75 de la mobilisation à l'armistice

  - 103e régiment d'artillerie lourde
    - Ve groupe de 155C du 15 décembre 1917 à l'armistice
- Artillerie de tranchée[5] :
  - 11e régiment d'artillerie de campagne
    - 101e batterie de 58 de janvier au 16 août 1916 et du 1er janvier 1917 au 28 avril 1918[réf. nécessaire]
    - 151e batterie de 75-150 (en) d'avril 1916[8] à fin 1917
- Cavalerie[5] :
  - 7e régiment de chasseurs :
    - 1er escadron de la mobilisation à janvier 1917[réf. souhaitée]
    - 3e et 4e escadrons de janvier au 4 juin 1917[réf. souhaitée]
    - 2e escadron du juin 1917 à février 1918[réf. souhaitée]
    - 1er escadron de février 1918 à l'armistice[réf. souhaitée]
- Génie[5] :
  - 3e régiment du génie :
    - Compagnie 3/1 à partir d'août 1914
    - Compagnie 3/1 bis à partir de la mi-1915, renommée 3/51 fin 1915
    - Compagnie 3/21 à partir de la fin 1916

  - 8e régiment du génie :
    - Détachement de transmissions à partir de la mi-1916

### Historique

#### 1914
- 4 – 13 août : transport par voie ferrée dans la région de Poix-Terron. À partir du 9 août, couverture sur la Meuse entre Nouvion-sur-Meuse et Mézières.
- 13 – 24 août : mouvement, par Signy-le-Petit, vers la Sambre, atteint vers Châtelet.
  - 22 - 23 août, engagée dans la bataille de Charleroi, dans la région de Châtelet.
- 24 août – 6 septembre : repli, par Renlies et la Capelle, sur Vervins.
  - 29 août : engagée dans la 1re bataille de Guise, vers Jonqueuse et Landifay. À partir du 30 août, poursuite du repli, par Laon et Port-à-Binson, jusque vers Courgivaux.
- 6 – 13 septembre : engagée dans la première bataille de la Marne.
  - 6 – 10 septembre : bataille des Deux Morins : combats vers Courgivaux et vers Montmirail. À partir du 10, poursuite, par Reuilly-Sauvigny et Bouleuse, jusqu'au nord-Ouest de Reims.
- 13 septembre – 11 décembre : engagée dans la 1re bataille de l'Aisne : combats devant Brimont. Puis, stabilisation du front et occupation d'un secteur vers Courcy et l'ouest de Loivre, étendu à droite, le 17 octobre, jusqu'à la Neuvillette.

#### 1915

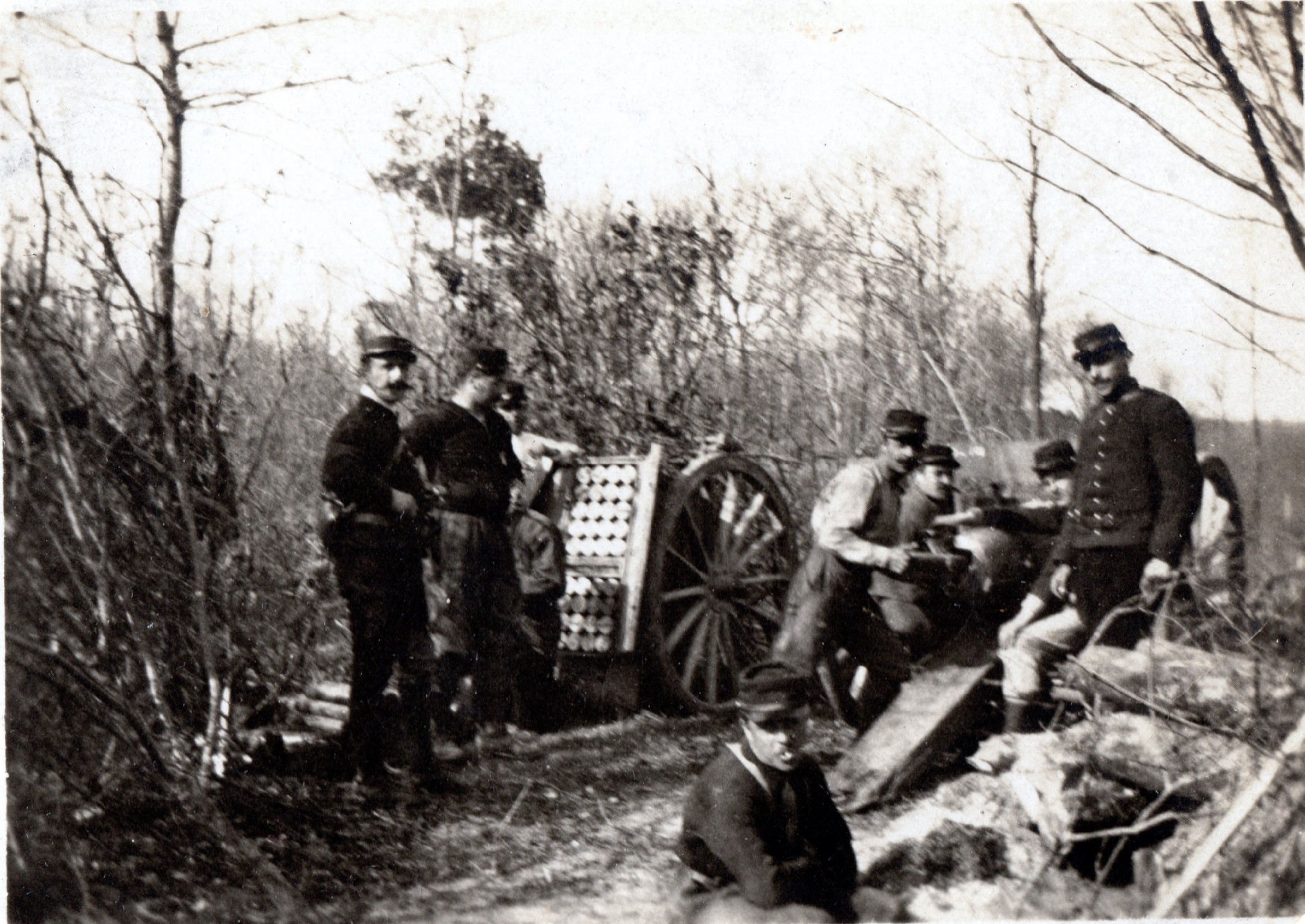
Un canon du de la 5e DI dans l'Aisne, hiver 1914-1915.

- 11 décembre 1914 – 17 mai 1915 : mouvement de rocade vers le nord et occupation d'un nouveau secteur vers Berry-au-Bac et le moulin Pontoy.
  - 10 mai : attaque allemande sur le bois de la Mine.
  - 11 - 12 mai : contre-attaques françaises.
- 17 – 26 mai : retrait du front vers Fismes ; repos.
  - 22 mai : transport par voie ferrée dans la région Frévent, Doullens, Saint-Pol-sur-Ternoise ; repos.
- 26 mai – 11 juin : transport par camions vers le front. Engagée dans la deuxième bataille d'Artois, vers Neuville-Saint-Vaast et au nord. Puis occupation d'un secteur dans cette région.
  - 9 juin : conquête complète de Neuville-Saint-Vaast.
- 11 juin – 3 juillet : retrait du front ; repos vers Sus-Saint-Léger, puis vers la Comté, enfin, vers Rebreuve-Ranchicourt.
- 3 juillet – 4 août : mouvement vers le front et occupation d'un secteur vers Neuville-Saint-Vaast.
- 4 août – 4 septembre : retrait du front ; repos vers Houvin-Houvigneul, puis, à partir du 25 août, à l'ouest d'Aubigny.
- 4 – 17 septembre : occupation d'un secteur entre le cimetière de Neuville-Saint-Vaast et le nord de ce village.
- 17 – 22 septembre : retrait du front et repos dans la région de Haute-Avesnes.
- 22 septembre – 8 octobre : occupation d'un secteur vers Neuville-Saint-Vaast.
  - 25 septembre : engagée, dans la 3e bataille d'Artois : violents combats vers la ferme de la Folie ; puis, organisation et occupation du terrain conquis.
- 8 octobre – 8 décembre : retrait du front et repos vers Sus-Saint-Léger.
  - 24 octobre : transport par voie ferrée de la région de Saint-Pol dans celle d'Ailly-sur-Noye ; instruction et repos.
  - 14 novembre : mouvement vers Villers-Bretonneux ; instruction et repos.

#### 1916
- 8 décembre 1915 – 18 février 1916 : mouvement vers le front et, à partir du 10 décembre, occupation d'un secteur vers Frise et Foucaucourt-en-Santerre (guerre des mines).
  - 28 janvier – 13 février : combats et perte de Frise.
- 18 février – 28 mars : retrait du front vers Villers-Bretonneux ; puis mouvement vers Domart-sur-la-Luce.
  - 27 février : mouvement par étapes vers la région d'Estrées-Saint-Denis, par Lœuilly, Saint-Remy-en-l'Eau et Gournay-sur-Aronde. Travaux vers Ressons-sur-Matz (secteur du 2e C.A.C.).
- 28 mars – 2 avril : transport par voie ferrée dans la région de Givry-en-Argonne.
- 2 – 21 avril : transport par camions à Verdun
  - 3 avril : engagée dans la bataille de Verdun, vers la ferme Thiaumont et l'étang de Vaux : combats violents.
- 21 avril – 18 mai : retrait du front et repos vers Stainville.
- 18 – 25 mai : Transport par camions à Verdun.
  - 19 mai : engagée à nouveau dans la bataille de Verdun, vers la ferme Thiaumont et l'étang de Vaux.
  - 22 - 24 mai : violents combats au fort de Douaumont ; reprise partielle, puis perte du fort.
- 25 mai – 20 juin : retrait du front et repos vers Stainville.
- 20 juin 1916 – 12 février 1917 : mouvement vers le front, puis, à partir du 23 juin, occupation d'un secteur vers Vaux-lès-Palameix et le sud du village des Éparges (guerre des mines).
  - 16 septembre : front étendu, à gauche, jusque vers Trésauvaux.
  - 23 septembre : front réduit à droite, jusqu'au bois Loclont.
  - 31 janvier 1917 : nouvelle réduction, à gauche, jusque vers les Éparges.

#### 1917
- 12 février – 12 avril : retrait du front, puis transport par voie ferrée de Dugny dans la région de Ligny-en-Barrois, Gondrecourt-le-Château ; repos et instruction.
  - 10 mars : mouvement, par Vaucouleurs, vers Lunéville. Travaux de 2e position vers Gerbéviller.
  - 27 mars : transport par voie ferrée de Charmes vers Montmirail et Sézanne ; repos vers Condé-en-Brie et vers Château-Thierry.
- 12 – 22 avril : mouvement vers Fismes.
  - 15 avril : Bataille du Chemin des Dames, tenue prête à intervenir ; non engagée.
- 22 avril – 6 juin : mouvement vers la Fère-en-Tardenois, puis, le 2 mai, vers Fresnes, enfin, le 16, vers Nogent-l'Artaud ; repos.
  - 28 mai : transport par voie ferrée dans la région de Berzy-le-Sec : repos et instruction vers Soissons.
- 6 juin – 19 juillet : occupation d'un secteur vers Courtecon et la ferme Malval.
  - 14 juillet : violente attaque allemande. Engagements fréquents.
- 19 juillet – 12 août : retrait du front ; repos et instruction près de Fère-en-Tardenois.
- 12 – 31 août : mouvement vers le front et occupation d'un secteur vers la ferme d'Hurtebise et la ferme de la Bovelle : nombreux combats locaux.
- 31 août – 15 septembre : retrait du front. Transport par voie ferrée de Fismes dans la région de Noyon, Hargicourt ; puis repos et instruction vers Porquéricourt.
- 15 septembre 1917 – 14 janvier 1918 : mouvement vers le front.
  - 18 septembre : occupation d'un secteur vers Selency et Dallon, étendu à gauche, le 28 octobre, jusqu'à Pontruet (en liaison avec l'armée britannique).

#### 1918
- 14 janvier – 3 mars : retrait du front (relève par l'armée britannique) ; puis transport, de Roye et de Nesle, dans la région de Gigny-aux-Bois ; repos et instruction au camp de Mailly.
  - 16 février : mouvement vers la région de Pierry ; repos.
  - 28 février : transport par voie ferrée vers Cuperly.
- 3 mars – 1er juin : mouvement vers le front, et occupation d'un secteur vers la cote 193 et l'ouest de la ferme Navarin
  - 21 mars: fortes attaques allemandes.
- 1er – 15 juin : mouvement de rocade et occupation d'un nouveau secteur vers la ferme Navarin et l'Épine de Védegrange.
- 15 juin – 13 juillet : retrait du front ; transport dans la région Boves, Rumigny ; repos et instruction.
- 13 – 18 juillet : transport par camions vers Villers-Cotterêts ; préparatifs d'offensive.
- 18 – 29 juillet : engagée, vers Corcy, dans la bataille du Soissonnais (2e bataille de la Marne) : attaques en direction d'Oulchy-le-Château.
  - 25 juillet : prise d'Oulchy-la-Ville.
  - 27 juillet : progression jusqu'aux abord de Grand-Rozoy.
- 29 juillet – 18 août : retrait du front ; repos vers Compiègne.
- 18 – 26 août : mouvements vers Villers-Cotterêts ; repos et instruction vers Grand-Rozoy.
- 26 août – 18 septembre : mouvement vers le front ; préparatifs d'offensive. Fin août, engagée, vers Venizel, dans la poussée vers la position Hindenburg : franchissement de l'Aisne ; combats de Bucy-le-Long, du Moncel, de Nanteuil-la-Fosse ; progression jusqu'au Chemin des Dames, vers Vregny et la ferme Mennejean.
- 18 – 26 septembre : retrait du front ; repos vers Crépy-en-Valois.
- 26 septembre – 14 octobre : transport par voie ferrée en Belgique ; repos vers Poperinge.
- 14 – 24 octobre : engagée, les 14 et 15 octobre, en liaison avec l'armée belge, dans la bataille de Roulers ; combats vers Tielt. Progression jusqu'à la Lys, franchissement de la rivière.
- 24 octobre – 9 novembre : retrait du front ; repos au nord de Tielt.
- 9 – 11 novembre : engagée dans la bataille de la Lys et de l'Escaut : combats pour le franchissement de l'Escaut.

### Rattachements
Affectation organique : 3e CA d'août 1914 à novembre 1918
- 1re armée
  - 10 – 26 mai 1917
  - 16 juin – 13 juillet 1918
- 2e armée
  - 20 -25 février 1916
  - 29 mars 1916 – 11 mars 1917
- 3e armée
  - 28 mars 1916
  - 31 août 1917 – 13 janvier 1918
  - 30 juillet – 17 août 1918
- 4e armée
  - 18 février – 15 juin 1918
- 5e armée
  - 2 août 1914 – 21 mai 1915
- 6e armée
  - 24 octobre 1915 – 19 février 1916
  - 26 février – 27 mars 1916
  - 27 mai – 15 juillet 1917
  - 25 juillet 1918
  - 19 octobre- 11 novembre 1918
- 8e armée
  - 12 – 28 mars 1917
- 10e armée
  - 22 mai – 23 octobre 1915
  - 27 mars – 9 mai 1917
  - 16 juillet – 30 août 1917
  - 14 – 24 juillet 1918
  - 26 -29 juillet 1918
  - 18 août – 26 septembre 1918
- Groupe d'armées F
  - 27 septembre – 18 octobre 1918

## L'entre-deux-guerres

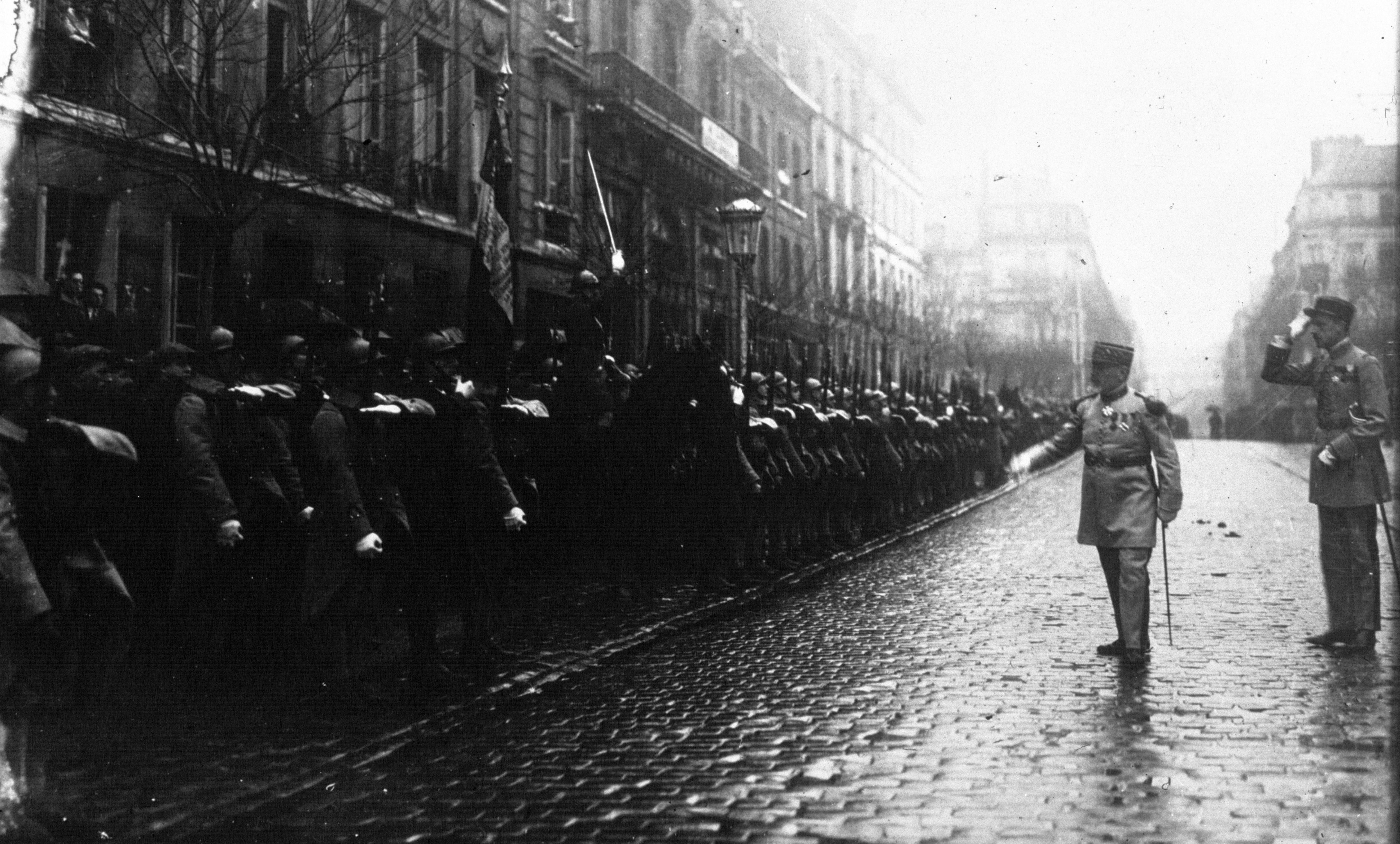
Le présente les armes au général Errard, nouveau commandant du 3e corps d'armée, à Rouen le 9/1/1933.

La loi du 13 juillet 1927, sur l’organisation générale de l’armée, et la loi des cadres et effectifs du 28 mars 1928, fixent le nombre des divisions d’infanterie métropolitaines à vingt. Ces dernières sont considérées comme des forces de territoire affectées à la défense du sol métropolitain. Ces grandes unités d’infanterie sont de trois types :
1. dix divisions d’infanterie de type « nord-est »,
2. sept divisions d’infanterie motorisées,
3. trois divisions d’infanterie alpine.

En 1935, elle devient 5e division d'infanterie motorisée, sur le type renforcé (apte au combat dès le début des hostilités) de la division d'infanterie motorisée. La 5e division d'infanterie motorisée est stationnée à Caen (caserne Hamelin).

## La Seconde Guerre mondiale

### Composition
Au 10 mai 1940 :
Infanterie
- 8e régiment d'infanterie
- 39e régiment d'infanterie
- 129e régiment d'infanterie

Cavalerie
- 1er groupe de reconnaissance de division d'infanterie

Artillerie
- 11e régiment d'artillerie divisionnaire
- 211e régiment d'artillerie lourde divisionnaire
- 703/409e batterie de DCA
- 10e batterie divisionnaire antichar du 11e RAD
- 5e parc d'artillerie divisionnaire
- 5e compagnie d’ouvriers d'artillerie
- 205e section de munitions automobile
- 405e section de munitions automobile

Génie
- compagnie de sapeurs-mineurs 5/1
- compagnie de sapeurs-mineurs 5/2

Transmissions
- compagnie télégraphique 5/81
- compagnie radio 5/82

Train
- compagnie automobile de quartier général 205/3
- compagnie automobile de transport 305/3

Intendance
- groupe d’exploitation divisionnaire 5/3

Santé
- 5e groupe sanitaire divisionnaire

### Drôle de guerre
La 5e division d'infanterie motorisée (5e DIM), d'active, du général Limasset, est prévue pour être engagée dans la manœuvre Dyle décidée en novembre 1939. Unique division du IIe corps d'armée qui dépend de la 9e armée, elle est aussi la seule division de cette armée à être en grande partie motorisée et se voit donc confier dans le plan Dyle la portion de Meuse nécessitant le mouvement le plus ample au sein de cette armée qui doit venir s'aligner sur ce fleuve. La 5e DIM a à parcourir 150 km depuis Guise pour gagner son segment de front entre Anhée, en liaison à sa droite avec la 18e division d'infanterie (XIe corps d'armée) au sud, et Dave en liaison avec position fortifiée de Namur et la 5e division d'infanterie nord-africaine (1re armée) plus au nord.
Parallèlement, son groupe de reconnaissance de division d'infanterie, le 1er GRDI, doit participer à la manœuvre retardatrice dans les Ardennes du plan Dyle : avec le 1er GRCA et le 94e GRDI (respectivement du IIe corps d'armée et de la 4e division d'infanterie nord-africaine) il forme un groupement qui doit sécuriser la progression du flanc gauche de la 9e armée vers la Meuse en contrôlant les ponts sur la Sambre et la Meuse entre Charleroi et Dinant. Le groupement doit ensuite passer la Meuse et progresser sur l'axe Lustin – Maffe – Petit Han (Durbuy), sur la gauche de la 4e division légère de cavalerie.
Le 11 mars 1940, le général Limasset est tué accidentellement. Le général Boucher le remplace à la tête de la division.

### Bataille de France
Après avoir combattu lors de la bataille de Dinant, la division disparait fin mai lors de la bataille de Dunkerque.